# Alcoutim e Pereiro
Alcoutim e Pereiro (llamada oficialmente União das Freguesias de Alcoutim e Pereiro) es una freguesia portuguesa del municipio de Alcoutim, distrito de Faro.

## Historia
Fue creada el 28 de enero de 2013 en aplicación de una resolución de la Asamblea de la República de Portugal promulgada el 16 de enero de 2013 con la unión de las freguesias de Alcoutim y  Pereiro, pasando a estar situada su sede en la antigua freguesia de Alcoutim.

## Demografía
| Gráfica de evolución demográfica de Alcoutim e Pereiro entre 2011 y 2021 |
|                                                                          |
| Datos según el nomenclátor publicado por el INE portugués.               |